# Oscar Ewolo
Oscar Ewolo   (Brazzaville, 9 d'octubre de 1978) és un exfutbolista de la República del Congo de la dècada de 2000.
Fou internacional amb la selecció de futbol de la República del Congo.
Pel que fa a clubs, destacà a diversos clubs francesos com Brest i FC Lorient.